# Temporada 1953 de Fórmula 1
La Temporada 1953 de Fórmula 1 fue la cuarta del Campeonato Mundial de Pilotos de la FIA. Se disputó entre el 18 de enero y el 13 de septiembre. El Campeonato consistió en 9 carreras, 8 bajo las regulaciones de Fórmula 2 de la FIA, más Indianápolis 500, bajo las regulaciones del Campeonato Nacional estadounidense de la AAA. Alberto Ascari ganó el título, siendo el primer piloto en repetir título, y de manera consecutiva.
Se disputaron además más de 40 carreras de Fórmula 2 no puntuables, además de varias carreras de Fórmula 1.

## Resumen de la temporada
Se mantiene la hegemonía indiscutible de Ferrari. El Campeonato comenzaba por primera vez en un circuito del cono sur, que estaría marcado por el accidente en el que fallecieron 9 personas. El resto de la temporada, al igual que la anterior, estuvo marcada por el protagonismo absoluto de los pilotos de Ferrari, con Ascari aumentando la cuenta de victorias consecutivas en Grandes Premios hasta 9, una racha que cortó su compañero de escudería Hawthorn al alzarse con la victoria en el GP de Francia. Solamente una ajustada victoria de Fangio en el último Gran Premio evitó el pleno de Ferrari. Con esta última victoria, Fangio consiguió el subcampeonanato. Ascari, aún retirándose en la última carrera, sumó con su segundo campeonato mundial.

## Escuderías y pilotos
| Escudería                 | Constructor      | Chasis           | Motor                                  | Neu. | Pilotos                 | Rondas      |
| ------------------------- | ---------------- | ---------------- | -------------------------------------- | ---- | ----------------------- | ----------- |
| Officine Alfieri Maserati | Maserati         | A6GCM            | Maserati A6 2.0 L6                     | P    | Juan Manuel Fangio      | 1, 3-9      |
| Officine Alfieri Maserati | Maserati         | A6GCM            | Maserati A6 2.0 L6                     | P    | José Froilán González   | 1, 3-6      |
| Officine Alfieri Maserati | Maserati         | A6GCM            | Maserati A6 2.0 L6                     | P    | Felice Bonetto          | 1, 3, 5-9   |
| Officine Alfieri Maserati | Maserati         | A6GCM            | Maserati A6 2.0 L6                     | P    | Oscar Gálvez            | 1           |
| Officine Alfieri Maserati | Maserati         | A6GCM            | Maserati A6 2.0 L6                     | P    | Johnny Claes            | 4           |
| Officine Alfieri Maserati | Maserati         | A6GCM            | Maserati A6 2.0 L6                     | P    | Onofre Marimón          | 4-9         |
| Officine Alfieri Maserati | Maserati         | A6GCM            | Maserati A6 2.0 L6                     | P    | Hermann Lang            | 8           |
| Officine Alfieri Maserati | Maserati         | A6GCM            | Maserati A6 2.0 L6                     | P    | Sergio Mantovani        | 9           |
| Officine Alfieri Maserati | Maserati         | A6GCM            | Maserati A6 2.0 L6                     | P    | Luigi Musso             | 9           |
| Scuderia Ferrari          | Ferrari          | 500 553          | Ferrari 500 2.0 L4 Ferrari 553 2.0 L4  | P    | Alberto Ascari          | 1, 3-9      |
| Scuderia Ferrari          | Ferrari          | 500 553          | Ferrari 500 2.0 L4 Ferrari 553 2.0 L4  | P    | Nino Farina             | 1, 3-9      |
| Scuderia Ferrari          | Ferrari          | 500 553          | Ferrari 500 2.0 L4 Ferrari 553 2.0 L4  | P    | Luigi Villoresi         | 1, 3-9      |
| Scuderia Ferrari          | Ferrari          | 500 553          | Ferrari 500 2.0 L4 Ferrari 553 2.0 L4  | P    | Mike Hawthorn           | 1, 3-9      |
| Scuderia Ferrari          | Ferrari          | 500 553          | Ferrari 500 2.0 L4 Ferrari 553 2.0 L4  | P    | Umberto Maglioli        | 9           |
| Scuderia Ferrari          | Ferrari          | 500 553          | Ferrari 500 2.0 L4 Ferrari 553 2.0 L4  | P    | Piero Carini            | 9           |
| Cooper Car Company        | Cooper           | T20T23SpecialT24 | Bristol BS1 2.0 L6 Alta GP 2.5 L4      | D    | Alan Brown              | 1           |
| Cooper Car Company        | Cooper           | T20T23SpecialT24 | Bristol BS1 2.0 L6 Alta GP 2.5 L4      | D    | John Barber             | 1           |
| Cooper Car Company        | Cooper           | T20T23SpecialT24 | Bristol BS1 2.0 L6 Alta GP 2.5 L4      | D    | Adolfo Schwelm-Cruz     | 1           |
| Cooper Car Company        | Cooper           | T20T23SpecialT24 | Bristol BS1 2.0 L6 Alta GP 2.5 L4      | D    | Stirling Moss           | 5, 7, 9     |
| Equipe Gordini            | Gordini          | Type 16Type 15   | Gordini 20 2.0 L6 Gordini 1500 1.5 L4  | E    | Robert Manzon           | 1           |
| Equipe Gordini            | Gordini          | Type 16Type 15   | Gordini 20 2.0 L6 Gordini 1500 1.5 L4  | E    | Harry Schell            | 1, 3–7, 9   |
| Equipe Gordini            | Gordini          | Type 16Type 15   | Gordini 20 2.0 L6 Gordini 1500 1.5 L4  | E    | Maurice Trintignant     | 1, 3–9      |
| Equipe Gordini            | Gordini          | Type 16Type 15   | Gordini 20 2.0 L6 Gordini 1500 1.5 L4  | E    | Jean Behra              | 1, 4-8      |
| Equipe Gordini            | Gordini          | Type 16Type 15   | Gordini 20 2.0 L6 Gordini 1500 1.5 L4  | E    | Carlos Menditéguy       | 1           |
| Equipe Gordini            | Gordini          | Type 16Type 15   | Gordini 20 2.0 L6 Gordini 1500 1.5 L4  | E    | Pablo Birger            | 1           |
| Equipe Gordini            | Gordini          | Type 16Type 15   | Gordini 20 2.0 L6 Gordini 1500 1.5 L4  | E    | Roberto Mieres          | 3, 5, 9     |
| Equipe Gordini            | Gordini          | Type 16Type 15   | Gordini 20 2.0 L6 Gordini 1500 1.5 L4  | E    | Fred Wacker             | 4           |
| Connaught Engineering     | Connaught        | Type A           | Lea-Francis 2.0 L4                     | D    | Roy Salvadori           | 3, 5-7, 9   |
| Connaught Engineering     | Connaught        | Type A           | Lea-Francis 2.0 L4                     | D    | Kenneth McAlpine        | 3, 6-7, 9   |
| Connaught Engineering     | Connaught        | Type A           | Lea-Francis 2.0 L4                     | D    | Stirling Moss           | 3           |
| Connaught Engineering     | Connaught        | Type A           | Lea-Francis 2.0 L4                     | D    | Birabongse Bhanudej     | 5-7         |
| Connaught Engineering     | Connaught        | Type A           | Lea-Francis 2.0 L4                     | D    | Jack Fairman            | 9           |
| HW Motors                 | HWM              | 53               | Alta GP 2.5 L4                         | D    | Peter Collins           | 3-6         |
| HW Motors                 | HWM              | 53               | Alta GP 2.5 L4                         | D    | Lance Macklin           | 3-6, 8-9    |
| HW Motors                 | HWM              | 53               | Alta GP 2.5 L4                         | D    | Paul Frère              | 4, 8        |
| HW Motors                 | HWM              | 53               | Alta GP 2.5 L4                         | D    | Yves Giraud-Cabantous   | 5, 9        |
| HW Motors                 | HWM              | 53               | Alta GP 2.5 L4                         | D    | Duncan Hamilton         | 6           |
| HW Motors                 | HWM              | 53               | Alta GP 2.5 L4                         | D    | Jack Fairman            | 6           |
| HW Motors                 | HWM              | 53               | Alta GP 2.5 L4                         | D    | Albert Scherrer         | 8           |
| HW Motors                 | HWM              | 53               | Alta GP 2.5 L4                         | D    | John Fitch              | 9           |
| Ecurie Belge              | Connaught        | Type A           | Lea-Francis 2.0 L4                     | E    | Johnny Claes            | 3, 5, 7, 9  |
| Ecurie Belge              | Connaught        | Type A           | Lea-Francis 2.0 L4                     | E    | André Pilette           | 4           |
| Ecurie Ecosse             | Connaught Cooper | Type AT20        | Lea-Francis 2.0 L4 Bristol BS1 2.0 L6  | D    | Ian Stewart             | 6           |
| Ecurie Ecosse             | Connaught Cooper | Type AT20        | Lea-Francis 2.0 L4 Bristol BS1 2.0 L6  | D    | Jimmy Stewart           | 6           |
| Écurie Espadon            | Ferrari          | 500 212          | Ferrari 125 1.5 V12 Ferrari 500 2.0 L4 | P    | Kurt Adolff             | 7           |
| Écurie Espadon            | Ferrari          | 500 212          | Ferrari 125 1.5 V12 Ferrari 500 2.0 L4 | P    | Peter Hirt              | 8           |
| Écurie Espadon            | Ferrari          | 500 212          | Ferrari 125 1.5 V12 Ferrari 500 2.0 L4 | P    | Max de Terra            | 8           |
| Equipe Anglaise           | Cooper           | T23              | Bristol BS1 2.0 L6                     | D    | Alab Brown              | 7, 9        |
| Equipe Anglaise           | Cooper           | T23              | Bristol BS1 2.0 L6                     | D    | Helmunt Glöckler        | 7           |
| Escudería Milano          | Maserati         | A6GCM            | Maserati A6 2.0 L6                     | P    | Chico Landi             | 9           |
| Escudería Milano          | Maserati         | A6GCM            | Maserati A6 2.0 L6                     | P    | Prince Bira             | 9           |
| Ecurie Rosier             | Ferrari          | 500              | Scuderia Ferrari 500 2.0 L4            | D E  | Louis Rosier            | 3-7, 9 8    |
| Enrico Platé              | Maserati         | A6GCM            | Maserati A6 2.0 L6                     | P    | Emmanuel de Graffenried | 3           |
| Ken Wharton               | Cooper           | T23              | Bristol BS1 2.0 L6                     | D    | Ken Wharton             | 3, 5–6, 8–9 |
| Emmanuel de Graffenried   | Maserati         | A6GCM            | Maserati A6 2.0 L6                     | P    | Emmanuel de Graffenried | 4-9         |
| Georges Berger            | Simca-Gordini    | Type 15          | Gordini 1500 1.5 L4                    | E    | Georges Berger          | 4           |
| Arthur Legat              | Veritas          | Meteor           | Veritas 2.0 L6                         | E    | Arthur Legat            | 4           |
| Ecurie Francorchamps      | Ferrari          | 500              | Ferrari 500 2.0 L4                     | E    | Jacques Swaters         | 4, 7-8      |
| Tony Gaze                 | Ferrari          | 500              | Ferrari 500 2.0 L4                     | E    | Charles de Tornaco      | 4           |
| Louis Chiron              | OSCA             | 20               | OSCA 2000 2.0 L6                       | P    | Louis Chiron            | 5, 9        |
| Élie Bayol                | OSCA             | 20               | OSCA 2000 2.0 L6                       | P    | Élie Bayol              | 5           |
| OSCA Automobili           | OSCA             | 20               | OSCA 2000 2.0 L6                       | P    | Élie Bayol              | 9           |
| Bob Gerard                | Cooper           | T23              | Bristol BS1 2.0 L6                     | D    | Bob Gerard              |             |
| R. J. Chase               | Cooper           | T23              | Bristol BS1 2.0 L6                     | D    | Alan Brown              | 6           |
| Tony Crook                | Cooper           | T24              | Bristol BS1 2.0 L6                     | D    | Tony Crook              | 6           |
| Rodney Nuckey             | Cooper           | T23              | Bristol BS1 2.0 L6                     | D    | Rodney Nuckey           | 6           |
| Rob Walker Racing Team    | Cooper           | T23              | Bristol BS1 2.0 L6                     | D    | Tony Rolt               | 6           |
| Atlantic Stable           | Cooper           | T24              | Alta GP 2.5 L4                         | D    | Peter Whitehead         | 6           |
| Hans Stuck                | AFM              | 6                | Bristol BS1 2.0 L6                     | D    | Hans Stuck              | 7, 9        |
| Helmut Niedermayr         | AFM              | U8               | BMW 328 2.0 L6                         | D    | Theo Fitzau             | 7           |
| Wolfgang Seidel           | Veritas          | RS               | Veritas 2.0 L6                         | D    | Wolfgang Seidel         | 7           |
| Willi Heeks               | Veritas          | Meteor           | Veritas 2.0 L6                         | D    | Willi Heeks             | 7           |
| Theo Helfrich             | Veritas          | RS               | Veritas 2.0 L6                         | D    | Theo Helfrich           | 7           |
| Oswald Karch              | Veritas          | RS               | Veritas 2.0 L6                         | D    | Oswald Karch            | 7           |
| Ernst Loof                | Veritas          | RS               | Veritas 2.0 L6                         | D    | Ernst Loof              | 7           |
| Hans Herrmann             | Veritas          | RS               | Veritas 2.0 L6                         | D    | Hans Herrmann           | 7           |
| Erwin Bauer               | Veritas          | RS               | Veritas 2.0 L6                         | D    | Erwin Bauer             | 7           |
| Rennkollektiv EMW         | EMW              | RS               | EMW 6 2.0 L6                           | D    | Edgar Barth             | 7           |

## Resultados
| Rnd | Carrera                         | Fecha            | Circuito          | Piloto ganador     | Constructor              | Resultados |
| --- | ------------------------------- | ---------------- | ----------------- | ------------------ | ------------------------ | ---------- |
| 1   | Gran Premio de Argentina        | 18 de enero      | Buenos Aires      | Alberto Ascari     | Ferrari                  | Resultados |
| 2   | Indianápolis 500                | 30 de mayo       | Indianápolis      | Bill Vukovich      | Kurtis Kraft-Offenhauser | Resultados |
| 3   | Gran Premio de los Países Bajos | 7 de junio       | Zandvoort         | Alberto Ascari     | Ferrari                  | Resultados |
| 4   | Gran Premio de Bélgica          | 21 de junio      | Spa-Francorchamps | Alberto Ascari     | Ferrari                  | Resultados |
| 5   | Gran Premio de Francia          | 5 de julio       | Reims             | Mike Hawthorn      | Ferrari                  | Resultados |
| 6   | Gran Premio de Gran Bretaña     | 18 de julio      | Silverstone       | Alberto Ascari     | Ferrari                  | Resultados |
| 7   | Gran Premio de Alemania         | 2 de agosto      | Nürburgring       | Giuseppe Farina    | Ferrari                  | Resultados |
| 8   | Gran Premio de Suiza            | 23 de agosto     | Bremgarten        | Alberto Ascari     | Ferrari                  | Resultados |
| 9   | Gran Premio de Italia           | 13 de septiembre | Monza             | Juan Manuel Fangio | Maserati                 | Resultados |

## Clasificaciones

### Sistema de puntuación
- Puntuaban los cinco primeros de cada carrera, más un punto adicional para la vuelta rápida.
- Para el campeonato de pilotos solo se contabilizaban los cuatro mejores resultados obtenidos por cada competidor.
- En caso de que varios pilotos, por circunstancias de la carrera, compitieran con un mismo vehículo, los puntos serían divididos equitativamente entre los pilotos.

| Posición | 1.º | 2.º | 3.º | 4.º | 5.º | VR |
| Puntos   | 8   | 6   | 4   | 3   | 2   | 1  |

### Campeonato de Pilotos
| Pos. | Piloto                  | ARG | 500 | NED | BEL      | FRA | GBR | GER     | SUI       | ITA | Puntos      |
| ---- | ----------------------- | --- | --- | --- | -------- | --- | --- | ------- | --------- | --- | ----------- |
| 1    | Alberto Ascari          | 1   |     | 1   | (1)      | (4) | 1   | 8‡/Ret‡ | 1         | Ret | 34.5 (46.5) |
| 2    | Juan Manuel Fangio      | Ret |     | Ret | Ret/Ret‡ | 2   | 2   | 2       | (4)‡/Ret‡ | 1   | 28 (29.5)   |
| 3    | Nino Farina             | Ret |     | 2   | Ret      | (5) | (3) | 1       | 2         | 2   | 26 (32)     |
| 4    | Mike Hawthorn           | 4   |     | (4) | 6        | 1   | (5) | 3       | 3         | (4) | 19 (27)     |
| 5    | Luigi Villoresi         | 2   |     | Ret | 2        | 6   | Ret | 8‡/Ret‡ | 6         | 3   | 17          |
| 6    | José Froilán González   | 3   |     | 3‡  | (Ret)    | 3   | 4   |         |           |     | 13.5 (14.5) |
| 7    | Bill Vukovich           |     | 1   |     |          |     |     |         |           |     | 9           |
| 8    | Emmanuel de Graffenried |     |     | 5   | 4        | 7   | Ret | 5       | Ret       | Ret | 7           |
| 9    | Felice Bonetto          | Ret |     | 3‡  |          | Ret | 6   | 4       | 4‡/Ret‡   | Ret | 6.5         |
| 10   | Art Cross               |     | 2   |     |          |     |     |         |           |     | 6           |
| 11   | Onofre Marimón          |     |     |     | 3        | 9   | Ret | Ret     | Ret       | Ret | 4           |
| 12   | Maurice Trintignant     | 7‡  |     | 6   | 5        | Ret | Ret | Ret     | Ret       | 5   | 4           |
| 13   | Sam Hanks               |     | 3‡  |     |          |     |     |         |           |     | 2           |
| 14   | Duane Carter            |     | 3‡  |     |          |     |     |         |           |     | 2           |
| 15   | Óscar Alfredo Gálvez    | 5   |     |     |          |     |     |         |           |     | 2           |
| 16   | Jack McGrath            |     | 5   |     |          |     |     |         |           |     | 2           |
| 17   | Hermann Lang            |     |     |     |          |     |     |         | 5         |     | 2           |
| 18   | Fred Agabashian         |     | 4‡  |     |          |     |     |         |           |     | 1.5         |
| 19   | Paul Russo              |     | 4‡  |     |          |     |     |         |           |     | 1.5         |
| NC   | Stirling Moss           |     |     | 9   |          | Ret |     | 6       |           | 13  | 0           |
| NC   | Jean Behra              | 6   |     |     | Ret      | 10  | Ret | Ret     | Ret       |     | 0           |
| NC   | Roberto Mieres          |     |     | NC  |          | Ret |     |         |           | 6   | 0           |
| NC   | Jimmy Daywalt           |     | 6   |     |          |     |     |         |           |     | 0           |
| NC   | Harry Schell            | 7‡  |     | Ret | 7        | Ret | Ret | Ret     |           | 9   | 0           |
| NC   | Louis Rosier            |     |     | 7   | 8        | 8   | 10  | 10      | Ret       | 16  | 0           |
| NC   | Ken Wharton             |     |     | Ret |          | Ret | 8   |         | 7         | NC  | 0           |
| NC   | Prince Bira             |     |     |     |          | Ret | 7   | Ret     |           | 11  | 0           |
| NC   | Jacques Swaters         |     |     |     |          |     |     | 7       | Ret       |     | 0           |
| NC   | Jim Rathmann            |     | 7   |     |          |     |     |         |           |     | 0           |
| NC   | Sergio Mantovani        |     |     |     |          |     |     |         |           | 7‡  | 0           |
| NC   | Luigi Musso             |     |     |     |          |     |     |         |           | 7‡  | 0           |
| NC   | Peter Collins           |     |     | 8   | Ret      | 13  | Ret |         |           |     | 0           |
| NC   | John Barber             | 8   |     |     |          |     |     |         |           |     | 0           |
| NC   | Ernie McCoy             |     | 8   |     |          |     |     |         |           |     | 0           |
| NC   | Max de Terra            |     |     |     |          |     |     |         | 8         |     | 0           |
| NC   | Umberto Maglioli        |     |     |     |          |     |     |         |           | 8   | 0           |
| NC   | Alan Brown              | 9   |     |     |          |     | Ret | Ret     |           | 12  | 0           |
| NC   | Tony Bettenhausen       |     | 9   |     |          |     |     |         |           |     | 0           |
| NC   | Fred Wacker             |     |     |     | 9        |     |     |         |           |     | 0           |
| NC   | Peter Whitehead         |     |     |     |          |     | 9   |         |           |     | 0           |
| NC   | Hans Herrmann           |     |     |     |          |     |     | 9       |           |     | 0           |
| NC   | Albert Scherrer         |     |     |     |          |     |     |         | 9         |     | 0           |
| NC   | Louis Chiron            |     |     |     |          | 15  |     |         |           | 10  | 0           |
| NC   | Paul Frère              |     |     |     | 10       |     |     |         | Ret       |     | 0           |
| NC   | Jimmy Davies            |     | 10  |     |          |     |     |         |           |     | 0           |
| NC   | Duke Nalon              |     | 11  |     |          |     |     |         |           |     | 0           |
| NC   | André Pilette           |     |     |     | 11       |     |     |         |           |     | 0           |
| NC   | Bob Gerard              |     |     |     |          | 11  |     |         |           |     | 0           |
| NC   | Rodney Nuckey           |     |     |     |          |     |     | 11      |           |     | 0           |
| NC   | Johnny Claes            |     |     | NC  | Ret†     | 12  |     | Ret     |           | Ret | 0           |
| NC   | Carl Scarborough        |     | 12  |     |          |     |     |         |           |     | 0           |
| NC   | Theo Helfrich           |     |     |     |          |     |     | 12      |           |     | 0           |
| NC   | Kenneth McAlpine        |     |     | Ret |          |     | Ret | 13      |           | NC  | 0           |
| NC   | Manny Ayulo             |     | 13  |     |          |     |     |         |           |     | 0           |
| NC   | Yves Giraud-Cabantous   |     |     |     |          | 14  |     |         |           | 15  | 0           |
| NC   | Hans Stuck              |     |     |     |          |     |     | Ret     |           | 14  | 0           |
| NC   | Jimmy Bryan             |     | 14  |     |          |     |     |         |           |     | 0           |
| NC   | Rudolf Krause           |     |     |     |          |     |     | 14      |           |     | 0           |
| NC   | Bill Holland            |     | 15  |     |          |     |     |         |           |     | 0           |
| NC   | Ernst Klodwig           |     |     |     |          |     |     | 15      |           |     | 0           |
| NC   | Rodger Ward             |     | 16  |     |          |     |     |         |           |     | 0           |
| NC   | Wolfgang Seidel         |     |     |     |          |     |     | 16      |           |     | 0           |
| NC   | Walt Faulkner           |     | 17  |     |          |     |     |         |           |     | 0           |
| NC   | Jack Fairman            |     |     |     |          |     | Ret |         |           | NC  | 0           |
| NC   | Lance Macklin           |     |     | Ret | Ret      | Ret | Ret |         | Ret       | Ret | 0           |
| NC   | Roy Salvadori           |     |     | Ret |          | Ret | Ret | Ret     |           | Ret | 0           |
| NC   | Élie Bayol              |     |     |     |          | Ret |     |         |           | Ret | 0           |
| NC   | Chico Landi             |     |     |     |          |     |     |         | Ret       | Ret | 0           |
| NC   | Robert Manzon           | Ret |     |     |          |     |     |         |           |     | 0           |
| NC   | Carlos Menditéguy       | Ret |     |     |          |     |     |         |           |     | 0           |
| NC   | Pablo Birger            | Ret |     |     |          |     |     |         |           |     | 0           |
| NC   | Adolfo Schwelm-Cruz     | Ret |     |     |          |     |     |         |           |     | 0           |
| NC   | Marshall Teague         |     | Ret |     |          |     |     |         |           |     | 0           |
| NC   | Spider Webb             |     | Ret |     |          |     |     |         |           |     | 0           |
| NC   | Bob Sweikert            |     | Ret |     |          |     |     |         |           |     | 0           |
| NC   | Mike Nazaruk            |     | Ret |     |          |     |     |         |           |     | 0           |
| NC   | Pat Flaherty            |     | Ret |     |          |     |     |         |           |     | 0           |
| NC   | Jerry Hoyt              |     | Ret |     |          |     |     |         |           |     | 0           |
| NC   | Johnnie Parsons         |     | Ret |     |          |     |     |         |           |     | 0           |
| NC   | Don Freeland            |     | Ret |     |          |     |     |         |           |     | 0           |
| NC   | Gene Hartley            |     | Ret |     |          |     |     |         |           |     | 0           |
| NC   | Chuck Stevenson         |     | Ret |     |          |     |     |         |           |     | 0           |
| NC   | Cal Niday               |     | Ret |     |          |     |     |         |           |     | 0           |
| NC   | Bob Scott               |     | Ret |     |          |     |     |         |           |     | 0           |
| NC   | Andy Linden             |     | Ret |     |          |     |     |         |           |     | 0           |
| NC   | Johnny Thomson          |     | Ret |     |          |     |     |         |           |     | 0           |
| NC   | Georges Berger          |     |     |     | Ret      |     |     |         |           |     | 0           |
| NC   | Arthur Legat            |     |     |     | Ret      |     |     |         |           |     | 0           |
| NC   | Jimmy Stewart           |     |     |     |          |     | Ret |         |           |     | 0           |
| NC   | Tony Rolt               |     |     |     |          |     | Ret |         |           |     | 0           |
| NC   | Ian Stewart             |     |     |     |          |     | Ret |         |           |     | 0           |
| NC   | Duncan Hamilton         |     |     |     |          |     | Ret |         |           |     | 0           |
| NC   | Tony Crook              |     |     |     |          |     | Ret |         |           |     | 0           |
| NC   | Edgar Barth             |     |     |     |          |     |     | Ret     |           |     | 0           |
| NC   | Oswald Karch            |     |     |     |          |     |     | Ret     |           |     | 0           |
| NC   | Willi Heeks             |     |     |     |          |     |     | Ret     |           |     | 0           |
| NC   | Theo Fitzau             |     |     |     |          |     |     | Ret     |           |     | 0           |
| NC   | Kurt Adolff             |     |     |     |          |     |     | Ret     |           |     | 0           |
| NC   | Günther Bechem          |     |     |     |          |     |     | Ret     |           |     | 0           |
| NC   | Ernst Loof              |     |     |     |          |     |     | Ret     |           |     | 0           |
| NC   | Erwin Bauer             |     |     |     |          |     |     | Ret     |           |     | 0           |
| NC   | Peter Hirt              |     |     |     |          |     |     |         | Ret       |     | 0           |
| NC   | Piero Carini            |     |     |     |          |     |     |         |           | Ret | 0           |
| NC   | John Fitch              |     |     |     |          |     |     |         |           | Ret | 0           |
| Pos. | Piloto                  | ARG | 500 | NED | BEL      | FRA | GBR | GER     | SUI       | ITA | Puntos      |

| Color      | Resultado                          |
| ---------- | ---------------------------------- |
| Oro        | Ganador                            |
| Plata      | 2.º puesto                         |
| Bronce     | 3.er puesto                        |
| Verde      | Finalizó en los puntos             |
| Azul       | Finalizó sin puntos                |
| Azul       | NC - No clasificado                |
| Violeta    | Ret - No terminó                   |
| Rojo       | DNQ - No se clasificó              |
| Rojo       | DNPQ - No se preclasificó          |
| Negro      | DSQ - Descalificado                |
| Blanco     | DNS - No empezó                    |
| Blanco     | WD - Retirado                      |
| Blanco     | C - Carrera cancelada              |
| Azul claro | TD - Entrenamientos libres (2003-) |
| Sin color  | DNP - Inscrito, pero no participó  |
| Sin color  | INJ - Inscrito, pero lesionado     |
| Sin color  | EX - Excluido                      |

| Estado  | Resultado                                                                             |
| ------- | ------------------------------------------------------------------------------------- |
| Negrita | Pole position                                                                         |
| Cursiva | Vuelta rápida                                                                         |
| 1-8     | Posiciones puntuables de clasificación sprint (2021-)                                 |
| †       | No acabó el Gran Premio, pero fue clasificado ya que completó el porcentaje necesario |
| ‡       | Monoplaza compartido                                                                  |
| ~       | Se otorgó la mitad de puntos ya que no se cumplió con el 75% de la carrera            |
| ≠       | No obtuvo puntos ya que era piloto invitado                                           |
| F2      | Inscrito para carrera de Fórmula 2, no sumaba puntos                                  |

#### Leyenda adicional
- Las puntuaciones sin paréntesis corresponden al cómputo oficial del Campeonato
  - La suma de la puntuación únicamente de los 4 mejores resultados del Campeonato, sin tener en cuenta los puntos que se hubieran obtenido en el resto de carreras.
- Las puntuaciones (entre paréntesis) corresponden al cómputo total de puntos obtenidos
  - La suma de la puntuación de todos los resultados del Campeonato, incluyendo los puntos obtenidos en carreras que no son computados para la clasificación final.
- Los resultados en cursiva se refieren a la vuelta rápida, que otorga 1 punto para el Campeonato de Pilotos.